# Marco Aurelio Fontana

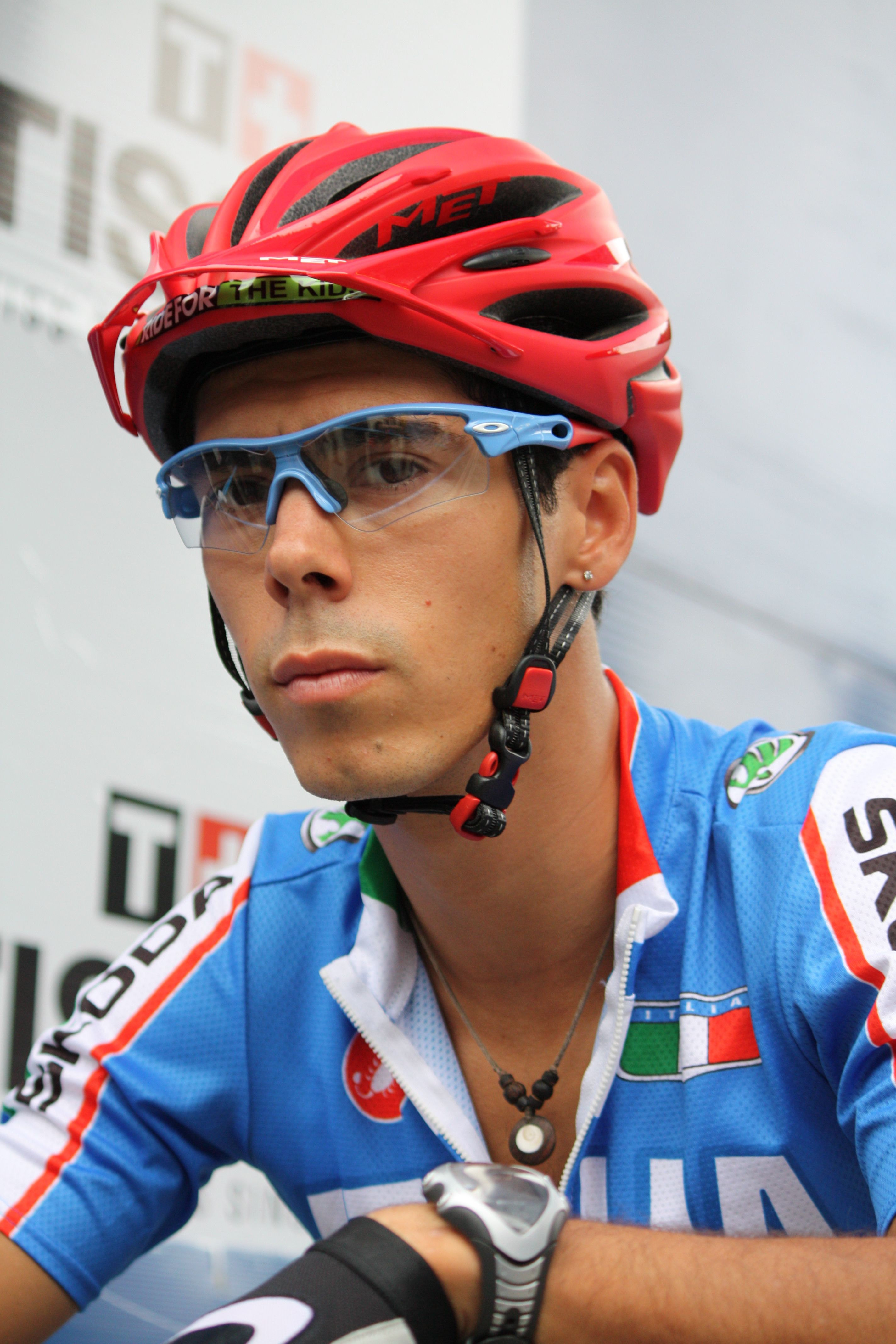
Marco Aurelio Fontana (MTB-Weltmeisterschaft 2011 – Champéry (CH))

Marco Aurelio Fontana (* 12. Oktober 1984 in Giussano) ist ein ehemaliger italienischer Cyclocross- und Mountainbikefahrer.
Marco Aurelio Fontana gewann 2005 Crossrennen in Solbiate Olona, in Verbania und in Morbegno. 2006 wurde er italienischer Cyclocross-Meister in der U23-Klasse. Außerdem gewann er Rennen in Civitavecchia, in Costamasnaga und in Morbegno. In der Cyclocross-Saison 2007/2008 gewann er den Gran Premio Città di Verbania in Paco Donati und er wurde italienischer Meister in der Elite-Klasse. Neben dem Meistertitel waren seine größten Erfolge der sechste Platz bei der Weltmeisterschaft in Treviso und die Bronzemedaille bei den Olympischen Spielen 2012 in London.

## Erfolge – Cyclocross
2005/2006
- Italienischer Meister (U23)

2007/2008
- Gran Premio Città di Verbania, Paco Donati
- Italienischer Meister

2008/2009
- Trofeo Città di Lucca, Lucca
- Gran Premio Città San Martina, Verbania

2009/2010
- Gran Premio San Martino, Verbania
- Italienischer Meister

2010/2011
- Gran Premio San Martino, Verbania
- Italienischer Meister

2011/2012
- Memorial Romano Scotti – Ippodromo delle Capannelle, Rom
- Italienischer Meister

2012/2013
- Italienischer Meister
- Gran Premio Mamma e Papà Guerciotti, Mailand

2013/2014
- Italienischer Meister

2014/2015
- Giro d’Italia Cross Silvelle di Trebaseleghe, Padua
- Giro d’Italia Cross Roma, Rom
- Italienischer Meister

## Erfolge – Mountainbike
2002
- Italienischer Meister – Cross Country (Junioren)

2006
- Italienischer Meister – Cross Country (U23)

2008
- Europameisterschaft – Staffel
- Weltmeisterschaft – Staffel (mit Gerhard Kerschbaumer, Eva Lechner und Cristian Cominelli)

2009
- Italienischer Meister – Cross Country
- Weltmeister – Staffel (mit Gerhard Kerschbaumer, Eva Lechner und Cristian Cominelli)

2010
- Europameisterschaft – Cross Country
- Europameisterschaft – Staffel
- Italienischer Meister – Cross Country

2011
- Europameisterschaft – Staffel

2012
- Italienischer Meister – Cross Country
- Olympische Spiele London – Cross Country

2013
- Europameisterschaft – Cross Country
- Europameisterschaft – Staffel
- Weltmeisterschaft – Staffel

2014
- Europameisterschaft – Staffel
- Weltmeisterschaft – Cross Country